# Eric Gill
Pour les articles homonymes, voir Gill.

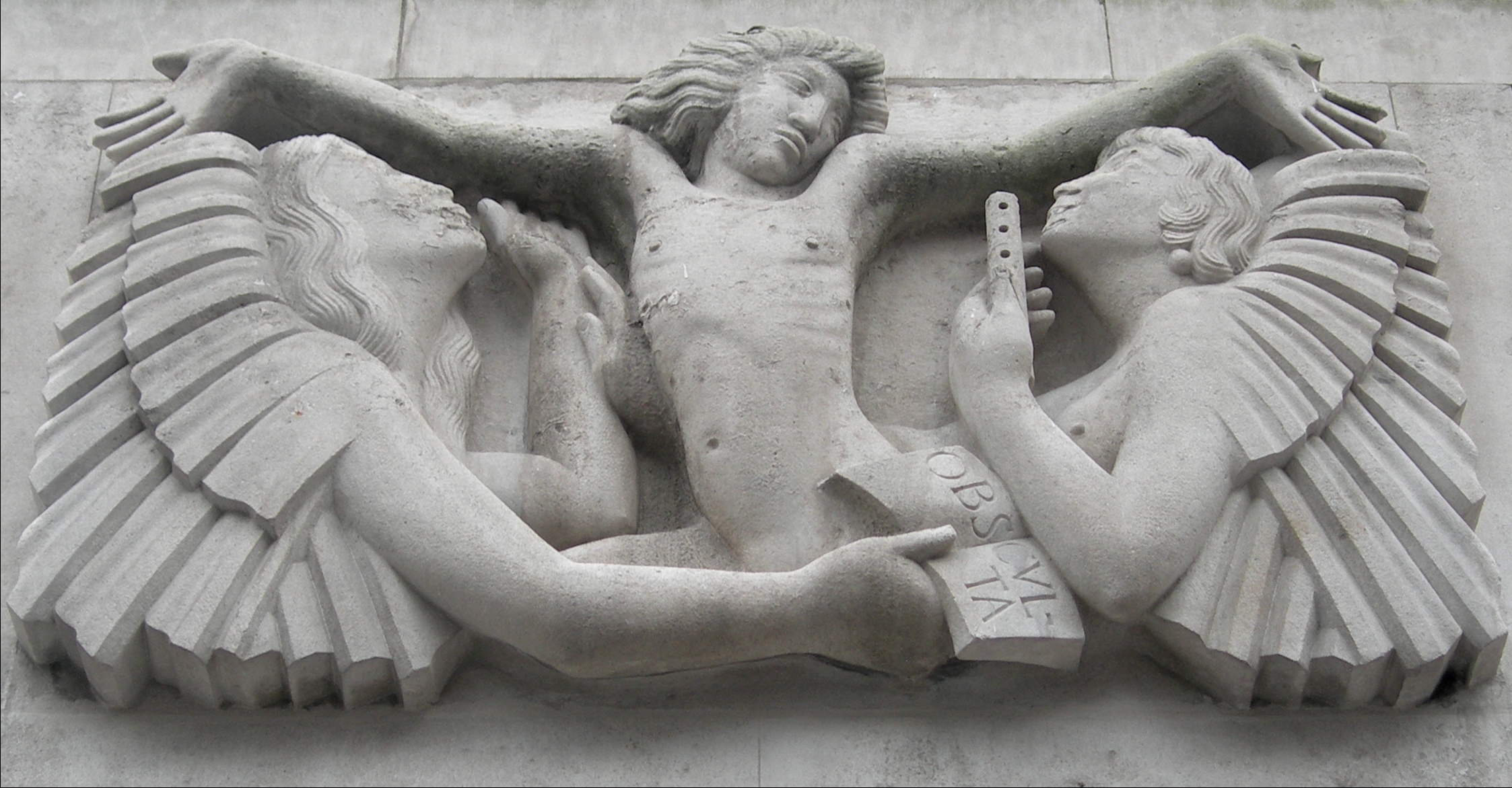
Ariel, sculpture pour le bâtiment de la BBC.

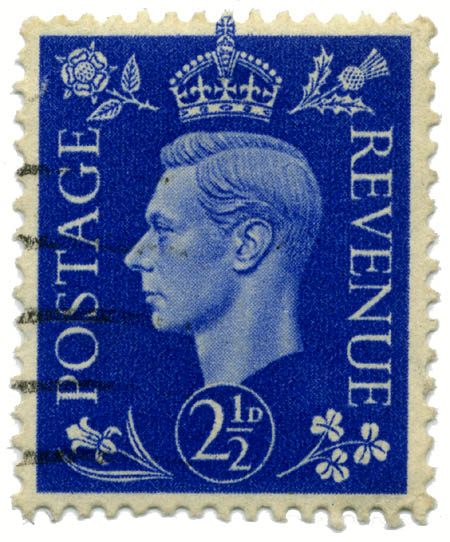
Autour d'un portrait du roi dessiné par Edmond Dulac, les ornements d'Eric Gill (émis en mai 1937).

Arthur Eric Rowton Gill, simplement dit Eric Gill, est un créateur de caractères et sculpteur anglais, né le 22 février 1882 à Brighton et mort le 17 novembre 1940 à Hillingdon. Il est le dessinateur, entre autres, de la Gill Sans, de la Perpetua et de la Joanna.

## Biographie
En 1897, sa famille s'installe à Chichester. Il étudie à la Chichester Technical and Art School. En 1900, il va à Londres étudier l'architecture auprès de W. D. Caroe, spécialiste en architecture religieuse. Il prend des cours du soir en taille de pierre au Westminster Technical Institute et de calligraphie à la Central School of Arts and Crafts, où Edward Johnston, créateur de la typographie du métro londonien (London Underground) exerce une forte influence. Gill travaille d'ailleurs sur le caractère en cours d'élaboration, et qui influencera directement son Gill Sans.
En 1903, il abandonne l'architecture pour se consacrer à la calligraphie, l'épigraphie et la taille de pierre. En 1904, il épouse Ethel Esther Moore (1878-1961), avec laquelle il aura trois enfants, trois filles: Betty, Petra et Joan. En 1907, il s'installe avec sa famille et ses nombreux chiens dans le village de Ditchling, dans le Sussex. Il commence sa production de sculptures (Mother & Child, 1912).
En 1913, il s'établit non loin de Ditchling, à Hopkin's Crank. L'année suivante, il réalise les stations du chemin de croix de la cathédrale de Westminster. Il rencontre Stanley Morison.
En 1937, il signe les ornements floraux et la mise en page de la première série de timbres-poste du règne de George VI.

Joanna.
Gill Sans.
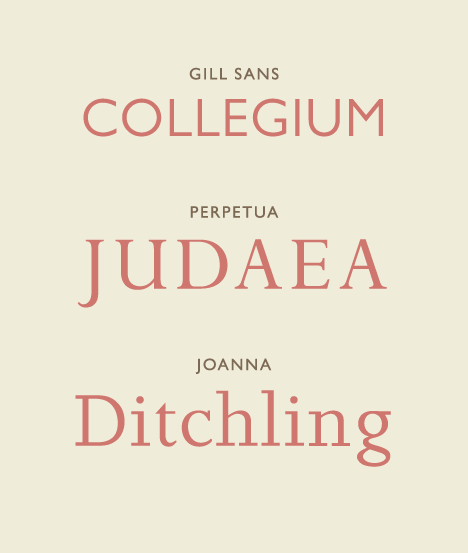
Essais.

## Vie privée
En 1913, Eric Gill fait convertir toute sa famille au catholicisme. 
Une controverse se fait jour quand des aspects de sa personnalité jusqu'alors cachés, sont révélés en 1989 par Fiona MacCarthy autrice d'une biographie sur Gill intitulée Eric Gill: A Lover's Quest for Art and God (New York, William Abrahams Book) : après avoir consulté le journal intime de ce dernier, elle découvre qu'il y écrit avoir eu des relations pédophiles avec deux de ses filles, des relations incestueuses avec ses sœurs, et sexuelles avec l'un de ses chiens. Ce journal intime révèle qu'Eric Gill a également eu de nombreuses aventures avec des domestiques et des prostituées,.
En 2022, deux étudiantes de l'université canadienne Concordia, Andrée Uranga et Ankine Apardian, désireuses de reprendre en main l'association Concordia Design Art Student Alliance, découvrent que la police d'écriture type Gill Sans, utilisée dans la charte graphique de l'établissement, a été créée par un artiste qu'elles jugent indignes, pointant du doigt ses actes pédophiles révélés par la biographie de Fiona MacCarthy. C'est à partir de ce constat qu'elles font plusieurs réclamations auprès de la direction de l'université. Leurs demandes sont publiées dans The Link, le 22 novembre courant. L'université n'a pas daigné répondre.
Déjà, en mars 2022, Paul Larsson, revenait sur la tentative de dégradation d'une sculpture de Gill à Londres, acte commis par une personne indignée, et soulevait dans Uncomfortable Oxford, le point suivant : « La question de savoir si nous pouvons séparer l'art de l'agresseur devient obsolète dans le monde de l'art. Au contraire, beaucoup soutiennent que séparer les deux, c'est déformer l'art et passer à côté d'un aspect vital de sa signification, de son impact et de sa compréhension. Le travail de Gill ne peut être vu de manière exhaustive sans la connaissance de ses obsessions sexuelles et des abus sexuels sur enfants. C'est au spectateur de décider de l'effet : ravissement esthétique ou répulsion ? ».